# عقدة آل عيسى (سيئون)

تعديل مصدري - تعديل

عقدة ال عيسى هي إحدى قرى عزلة سيئون بمديرية سيئون التابعة لمحافظة حضرموت، بلغ تعداد سكانها 170 نسمة حسب تعداد اليمن لعام 2004.